# Puntstempel

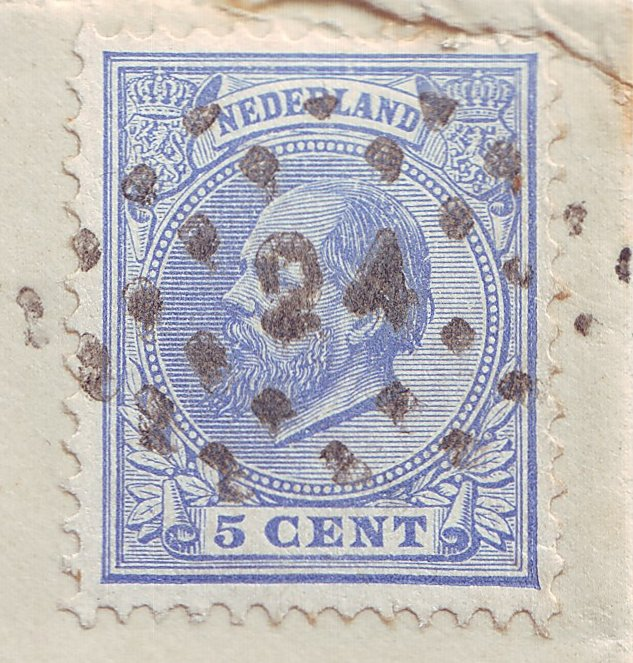
Postzegel met puntstempel 24 (Deventer)

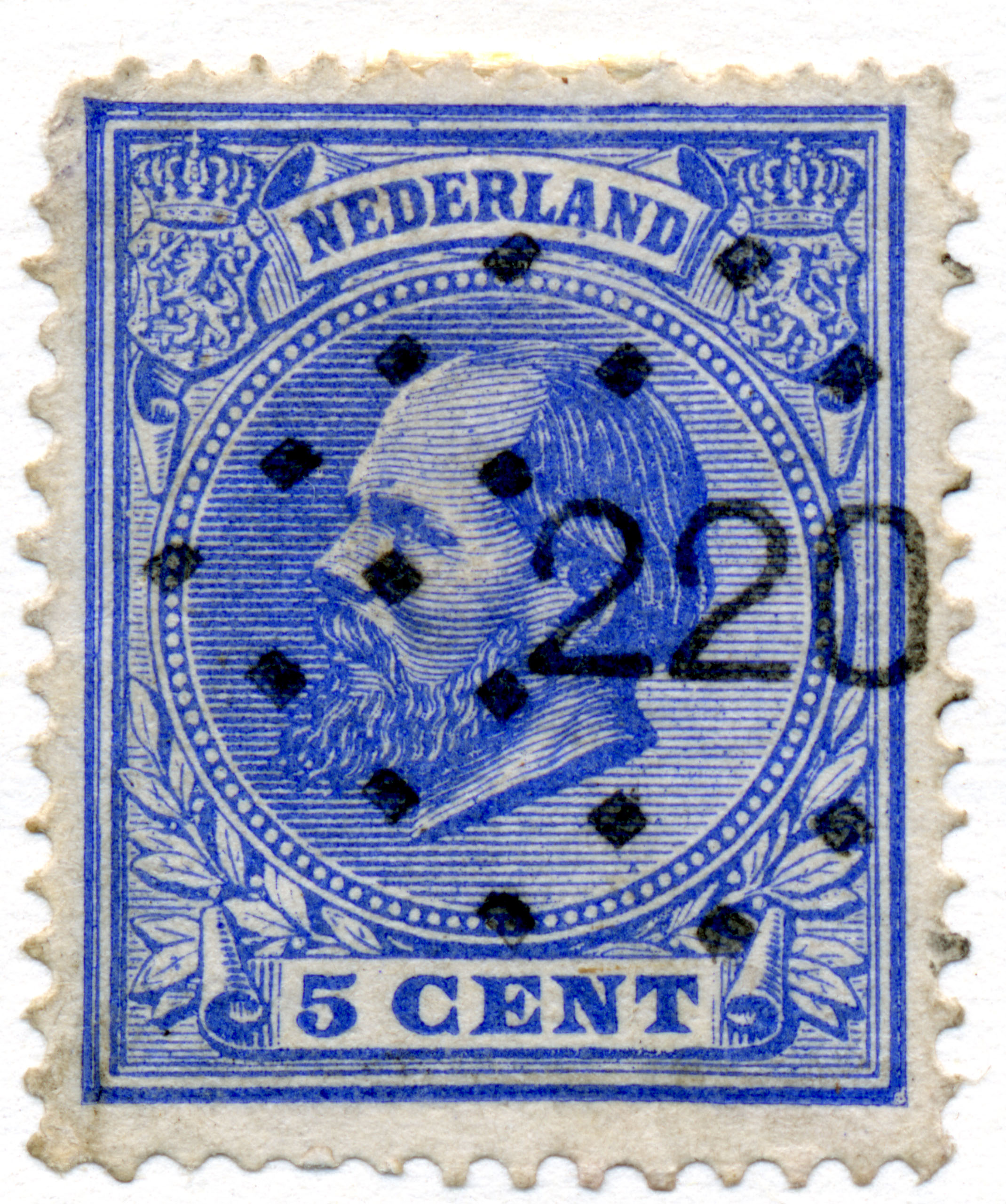
Postzegel met puntstempel 220 (Groenlo)

Een puntstempel was een type poststempel dat de Nederlandse PTT gebruikte tussen 1 april 1869 en 15 juni 1893.

## Beschrijving
Het stempel bestond uit een aantal vette punten, gerangschikt in een ruitpatroon met een getal in het midden. De ruit is boven en beneden afgeknot. De officiële circulaire waarin de invoering van dit stempel werd aangekondigd, sprak dan ook van 'een nommer, in zeskantige vorm, door punten omgeven'. 'Nommerstempel' was de officiële naam voor het stempel, maar het publiek sprak al gauw van ‘puntstempel’. Het nummer is een code voor het postkantoor van verzending.
Puntstempels maken deel uit van de categorie nummerstempels. Ook in het buitenland werden in veel landen in deze periode stempels met een nummercode gebruikt. In Frankrijk en het Keizerrijk Rusland werd het nummer omgeven door een aantal punten, net als in Nederland. In Groot-Brittannië werd het omgeven door strepen en in Denemarken door cirkels.

## Beknopte geschiedenis
De nummers werden verstrekt in alfabetische volgorde. Nummer 1 hoorde bij Alkmaar, nummer 135 bij Zwolle. De nummers 136 t/m 138 werden uitgegeven aan spoorwegpostkantoren. Later kregen nog 127 nieuwe postkantoren een puntstempel. De laatste was Waddinxveen, dat op 1 juni 1893 nummer 259 kreeg. Veertien dagen later werden de puntstempels ingetrokken.
Het voordeel van een puntstempel boven het daarvóór gebruikelijke stempel 'Franco-kastje' (het woord 'Franco' in een rechthoek) was dat de plaats van verzending te achterhalen was. Bovendien maakten de vette punten het vrijwel onmogelijk om de inkt van de zegel af te wassen. Dat voorkwam hergebruik. Gebruik van het puntstempel was verplicht op brieven en kwitanties en verboden op briefkaarten en drukwerken. In de praktijk zien we toch weleens een briefkaart of (vaker) een drukwerkbrief die is vernietigd met een puntstempel.
Om bepaling van de datum van verzending mogelijk te maken werd naast de postzegel een dagtekeningstempel afgeslagen.
Puntstempels werden uitsluitend uitgegeven aan postkantoren, niet aan hulppostkantoren en bijpostkantoren. Tweemaal werd een puntstempel ingetrokken omdat het bijbehorende postkantoor werd gedegradeerd. Dat gebeurde met Delfshaven en Dirksland. De bijbehorende nummers 21 en 25 werden later toegekend aan hulppostkantoren die werden gepromoveerd tot postkantoor.
We vinden puntstempels op zegels vanaf de eerste emissie (1852) tot en met de emissie 1891 (prinses Wilhelmina). Afstempelingen op de eerste twee emissies zijn schaars, deze postzegels werden bij de invoering van het puntstempel al niet meer op de postkantoren verkocht.

## Lijst van postkantoren met puntstempels
| nummer | plaats                                              | nummer | plaats             | nummer | plaats               | nummer | plaats                     |
| ------ | --------------------------------------------------- | ------ | ------------------ | ------ | -------------------- | ------ | -------------------------- |
| 1      | Alkmaar                                             | 66     | Leerdam            | 131    | Zevenbergen          | 196    | Gennep                     |
| 2      | Almelo                                              | 67     | Leeuwarden         | 132    | Zierikzee            | 197    | Dongen                     |
| 3      | Alphen                                              | 68     | Leiden             | 133    | Zutphen              | 198    | Olst                       |
| 4      | Amersfoort                                          | 69     | De Lemmer          | 134    | Zwartsluis           | 199    | Alblasserdam               |
| 5      | Amsterdam                                           | 70     | Loenen             | 135    | Zwolle               | 200    | Katwijk aan Zee            |
| 6      | Apeldoorn                                           | 71     | Maarssen           | 136    | Amsterdam-Emmerik    | 201    | Winkel                     |
| 7      | Appingedam                                          | 72     | Maassluis          | 137    | Arnhem-Oldenzaal     | 202    | Meersen                    |
| 8      | Arnhem                                              | 73     | Maastricht         | 138    | Moerdijk-Antwerpen   | 203    | Epe                        |
| 9      | Assen                                               | 74     | Medemblik          | 139    | Asten                | 204    | Wildervank                 |
| 10     | Bergen op Zoom                                      | 75     | Meppel             | 140    | Laren                | 205    | IJsselstein                |
| 11     | Beverwijk                                           | 76     | Middelburg         | 141    | Utrecht-Zwolle       | 206    | Nijverdal                  |
| 12     | Bolsward                                            | 77     | Monnikendam        | 142    | Abcoude              | 207    | IJzendijke                 |
| 13     | (Zalt)bommel                                        | 78     | Naarden            | 143    | Montfoort            | 208    | Ootmarsum                  |
| 14     | Boxmeer                                             | 79     | Ter Neuzen         | 144    | Bruinisse            | 209    | Zandvoort                  |
| 15     | Boxtel                                              | 80     | Noordwijk          | 145    | Egmond aan Zee       | 210    | Overveen                   |
| 16     | Breda                                               | 81     | Nijkerk            | 146    | Lichtenvoorde        | 211    | Warmond                    |
| 17     | Breskens                                            | 82     | Nijmegen           | 147    | Kamp bij Laren       | 212    | St. Oedenrode              |
| 18     | Brielle                                             | 83     | Oldenzaal          | 148    | Bergum               | 213    | Ommen                      |
| 19     | Brummen                                             | 84     | Onderdendam        | 149    | Haaksbergen          | 214    | Princenhage                |
| 20     | Culemborg                                           | 85     | Oosterhout         | 150    | Valkenswaard         | 215    | Waspik                     |
| 21     | tot 1-5-1886: Delfshaven na 1-1-1891: Emmen         | 86     | Oud-Beierland      | 151    | Oisterwijk           | 216    | Vught                      |
| 22     | Delft                                               | 87     | Oudenbosch         | 152    | Scheveningen         | 217    | Voorburg                   |
| 23     | Delfzijl                                            | 88     | Oudewater          | 153    | Oss                  | 218    | Valkenburg                 |
| 24     | Deventer                                            | 89     | Purmerend          | 154    | Bodegraven           | 219    | Renkum                     |
| 25     | tot 16-12-1890: Dirksland na 1-1-1891: 's-Graveland | 90     | Roermond           | 155    | Kamp Wieselsche Veld | 220    | Groenlo                    |
| 26     | Doesburg                                            | 91     | Rotterdam          | 156    | Zwijndrecht          | 221    | Lobith                     |
| 27     | Doetinchem                                          | 92     | Roosendaal         | 157    | Boskoop              | 222    | Terschelling               |
| 28     | Dokkum                                              | 93     | Sas van Gent       | 158    | De Rijp              | 223    | Koog-Zaandijk              |
| 29     | Dordrecht                                           | 94     | Schagen            | 159    | Kamp bij Millingen   | 224    | Amerongen                  |
| 30     | Dragten (Drachten)                                  | 95     | Schiedam           | 160    | Sliedrecht           | 225    | Aalten                     |
| 31     | Driebergen                                          | 96     | Schoonhoven        | 161    | Rijssen              | 226    | Lekkerkerk                 |
| 32     | Edam                                                | 97     | Sittard            | 162    | Voorschoten          | 227    | Doorn                      |
| 33     | Eindhoven                                           | 98     | Sluis              | 163    | Workum               | 228    | Cuijk                      |
| 34     | Elburg                                              | 99     | Sneek              | 164    | Makkum               | 229    | Hardingsveld (Hardinxveld) |
| 35     | Enkhuizen                                           | 100    | Steenbergen        | 165    | Joure                | 230    | Wassenaar                  |
| 36     | Enschede                                            | 101    | Steenwijk          | 166    | Ginneken             | 231    | Ravestein                  |
| 37     | Franeker                                            | 102    | Terborgh           | 167    | Druten               | 232    | Winsum                     |
| 38     | Geertruidenberg                                     | 103    | Texel              | 168    | Rhenen               | 233    | Grouw                      |
| 39     | Goes                                                | 104    | Tholen             | 169    | Sappemeer            | 234    | Vlijmen                    |
| 40     | Goor                                                | 105    | Tiel               | 170    | Kaatsheuvel          | 235    | Naaldwijk                  |
| 41     | Gorinchem                                           | 106    | Tilburg            | 171    | Wijhe                | 236    | Breukelen                  |
| 42     | Gouda                                               | 107    | Utrecht            | 172    | Barneveld            | 237    | Hillegom                   |
| 43     | Grave                                               | 108    | Vaals              | 173    | Gorredijk            | 238    | Oirschot                   |
| 44     | 's-Gravenhage                                       | 109    | Veendam            | 174    | Delden               | 239    | Borne                      |
| 45     | Groningen                                           | 110    | Veenendaal         | 175    | Stadskanaal          | 240    | Akkrum                     |
| 46     | Haarlem                                             | 111    | Veghel             | 176    | Geldrop              | 241    | De Bilt                    |
| 47     | Haarlemmermeer                                      | 112    | Velp               | 177    | Baarn                | 242    | Bussum                     |
| 48     | Harderwijk                                          | 113    | Venlo              | 178    | Klundert             | 243    | Velsen                     |
| 49     | Harlingen                                           | 114    | Vianen             | 179    | Oosterbeek           | 244    | Uithuizen                  |
| 50     | Hattem                                              | 115    | Vlaardingen        | 180    | Blokzijl             | 245    | Huizen                     |
| 51     | Heerenveen                                          | 116    | Vlissingen         | 181    | Wolvega              | 246    | Borculo                    |
| 52     | Heerlen                                             | 117    | Waalwijk           | 182    | 's-Gravenzande       | 247    | Dieren                     |
| 53     | Den Helder                                          | 118    | Wageningen         | 183    | Mijdrecht            | 248    | Vreeswijk                  |
| 54     | Hellevoetsluis                                      | 119    | Weert              | 184    | Oude Pekela          | 249    | Gulpen                     |
| 55     | Helmond                                             | 120    | Weesp              | 185    | Balk                 | 250    | Ierseke                    |
| 56     | Hengelo                                             | 121    | Willemstad         | 186    | Dedemsvaart          | 251    | Sloterdijk                 |
| 57     | 's-Hertogenbosch                                    | 122    | Winschoten         | 187    | Elst                 | 252    | Kollum                     |
| 58     | Heusden                                             | 123    | Winterswijk        | 188    | IJmuiden             | 253    | Raalte                     |
| 59     | Hilversum                                           | 124    | Woerden            | 189    | Smilde               | 254    | Heemstede                  |
| 60     | Hoogeveen                                           | 125    | Wormerveer         | 190    | Lochem               | 255    | Ede                        |
| 61     | Hoogezand                                           | 126    | Woudrichem         | 191    | Scheemda             | 256    | Eibergen                   |
| 62     | Hoorn                                               | 127    | Wijk bij Duurstede | 192    | Nieuwe Pekela        | 257    | Middelharnis               |
| 63     | Hulst                                               | 128    | Zaandam            | 193    | Venray               | 258    | Soest                      |
| 64     | Kampen                                              | 129    | Zeist              | 194    | Raamsdonk            | 259    | Waddinxveen                |
| 65     | Koevorden (Coevorden)                               | 130    | Zevenaar           | 195    | Gemert               |        |                            |

Sommige plaatsnamen werden in die tijd anders geschreven dan nu. Hier en daar is in bovenstaande tabel de moderne naam tussen haakjes toegevoegd en in een enkel geval is de spelling gemoderniseerd. Roosendaal werd toen bijvoorbeeld geschreven als Rozendaal, maar dat kan verwarring wekken met Rozendaal bij Arnhem (dat overigens geen puntstempel had).
De stempels 6 en 66 kregen oorspronkelijk een extra punt om ze te onderscheiden van 9 en 99. Toen deze stempels werden vervangen, liet men de extra punt vallen, zodat bij een losse zegel vaak moeilijk te zien is of het stempel 6 of 9, 66 of 99 is.

## Puntstempels in de Nederlandse koloniën

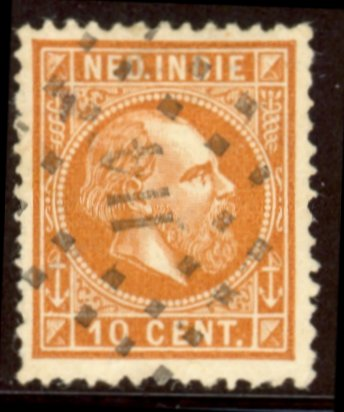
Postzegel met het zeldzame puntstempel 114 van Nederlandsch-Indië: Rantau Prapat op Sumatra

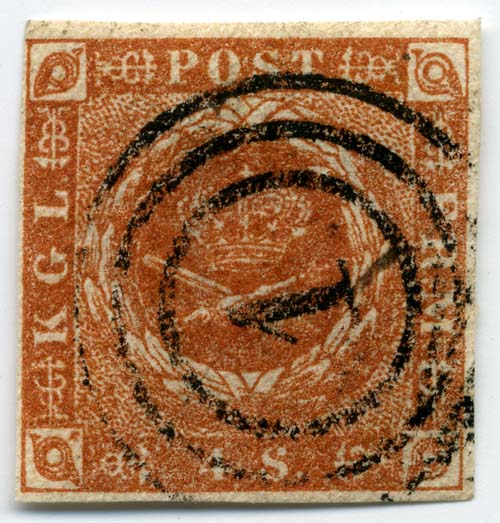
Deense postzegel met het stempel 1 van Kopenhagen

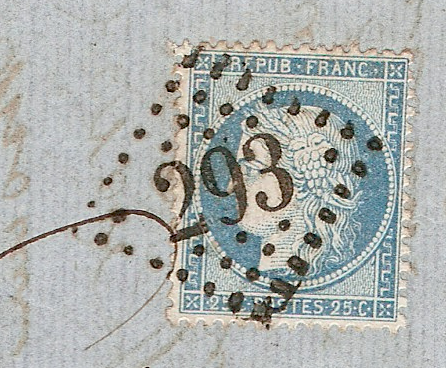
Ruitvormig stempel met grote cijfers op een Franse zegel. Nummer 293 werd gebruikt in Bains-en-Vosges

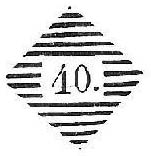
Een van de ruitvormige stempels die tussen 1856 en 1867 in gebruik waren in het Hertogdom Brunswijk

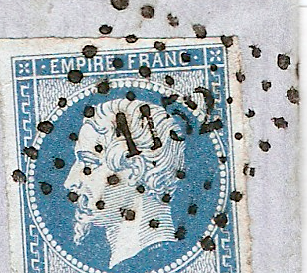
Ruitvormig stempel met kleine cijfers op een Franse zegel. Nummer 1152 werd gebruikt in Duinkerke

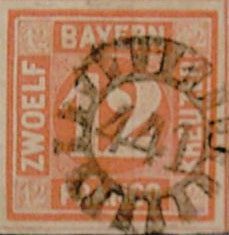
Postzegel met een 'molenradstempel' uit het Koninkrijk Beieren. Stempel 441 hoorde bij Pottenstein

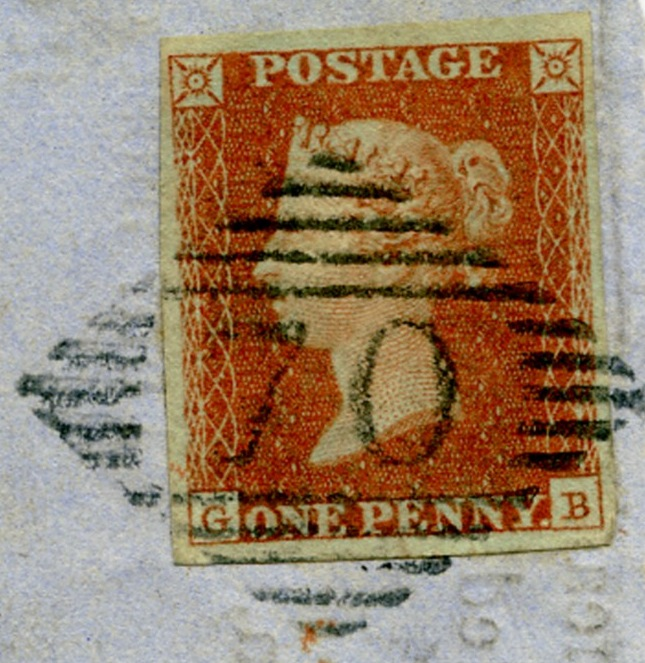
Ruitvormig stempel voor een postkantoor in Ierland. Nummer 70 werd gebruikt in Boyle

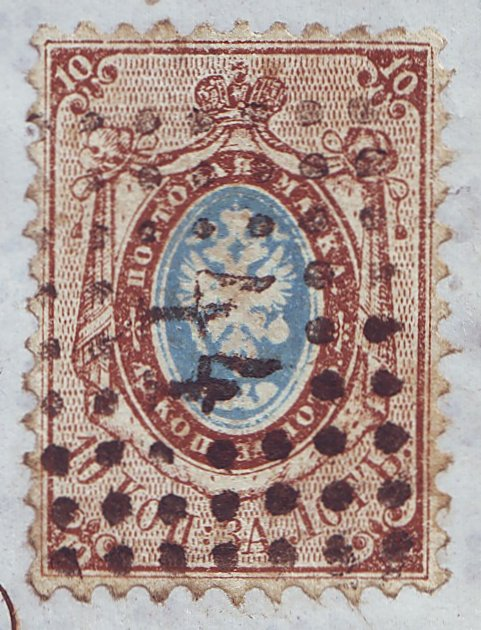
Russische postzegel met het rechthoekige nummerstempel 44, gebruikt in Dvinsk (Duits: Dünaburg, nu Daugavpils in Letland)

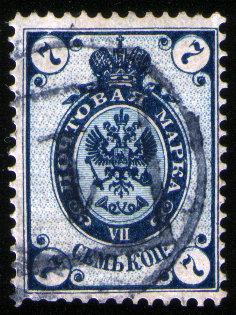
Russische postzegel met het stempel van bijpostkantoor 1 in Sint-Petersburg

Tussen 1 januari 1874 en 14 april 1893 werden ook in Nederlands-Indië (toen nog geschreven als Nederlandsch-Indië) puntstempels gebruikt. De uitgifte gebeurde niet systematisch in alfabetische volgorde. Zo staat puntstempel 1 voor Weltevreden en puntstempel 120 (de laatste van de reeks) voor Toeren (nu Turen bij Malang).
Ook in de Nederlandse Antillen en Suriname werd een beperkt aantal puntstempels gebruikt: de nummers 201 t/m 203 op de Antillen, nummer 204 in Paramaribo, de nummers 205 t/m 207 op schepen van de Koloniale Vaartuigendienst in Suriname en de nummers 208 en 209 weer op de Antillen.

## Nummerstempels in andere landen
In de tijd dat Nederland puntstempels gebruikte, waren ook in andere landen stempels met een nummercode in gebruik. Eén land, IJsland, gebruikte ze zelfs nog in de twintigste eeuw.

### Denemarken
In Denemarken werden stempels gebruikt met een nummer in drie concentrische cirkels. Nummer 1 hoorde bij Kopenhagen.

### Duitsland
In verschillende landen waaruit in 1871 het Duitse Rijk ontstond, waren nummerstempels (Duits: Nummernstempel) in gebruik. De afbeeldingen laten stempels uit het Hertogdom Brunswijk en het Koninkrijk Beieren zien, maar daarnaast had bijvoorbeeld Pruisen stempels met nummers in vier en Baden stempels met nummers in vijf concentrische cirkels.

### Frankrijk
In Frankrijk waren tussen 1862 en 1872 puntstempels in gebruik in twee typen: met grote en met kleine cijfers (Frans: cachets oblitérants à gros chiffres, respectievelijk à petits chiffres). De vorm van de stempels was een ruit, die, anders dan in Nederland en Rusland, niet was afgeknot.

### Groot-Brittannië
In Groot-Brittannië werden tussen 1840 en 1853 stempels gebruikt waarin het nummer was uitgespaard in een patroon van lijntjes (Engels: numerical cancellation of numeral cancellation). Dat patroon was ellipsvormig voor plaatsen in Engeland en Wales, rechthoekig voor plaatsen in Schotland en ruitvormig voor plaatsen in Ierland (tot 1921 hoorde de huidige Ierse republiek nog bij Groot-Brittannië).

### Rusland
Tussen januari 1858 en december 1863 werden in het Keizerrijk Rusland nummerstempels gebruikt. Om de nummers heen stonden vette punten in verschillende patronen:
- Rond voor provinciehoofdsteden. Sint-Petersburg had het nummer 1, Moskou het nummer 2, en de volgende plaatsen waren alfabetisch, vanaf Archangelsk met nummer 3 tot en met Jaroslavl[4] met nummer 60.
- Ellipsvormig voor negen belangrijke grenssteden.
- Rechthoekig voor hoofdsteden van oejezden. Deze stempels werden in willekeurige volgorde verstrekt, net als de volgende typen. De nummers liepen van 1 tot en met 608.
- Een afgeknotte ruit voor dorpen. Deze stempels lijken erg op de Nederlandse puntstempels, alleen zijn de punten ronder.
- Een afgeknotte driehoek voor poststations.
- Zeshoekig voor postkantoren in de trein ('postwagons').

Tussen 1880 en 1905 gebruikten de bijpostkantoren in Sint-Petersburg cirkelvormige stempels met in de cirkel een geometrische figuur en daarin het nummer van het bijkantoor. De figuur varieerde: bij kantoor 1 was het bijvoorbeeld een vierkant, bij kantoor 5 een davidster, bij kantoor 13 een driehoek.
In Moskou waren soortgelijke stempels in gebruik, maar daar was de buitenste figuur een ellips in plaats van een cirkel.